# 島根県道315号国賀海岸線
島根県道315号国賀海岸線（しまねけんどう315ごう くにがかいがんせん）は、島根県隠岐郡西ノ島町を通る一般県道である。

## 概要
国賀海岸から隠岐郡西ノ島町中心部や浦郷港に至る。

### 路線データ
- 起点：隠岐郡西ノ島町大字浦郷
- 終点：隠岐郡西ノ島町大字浦郷（国道485号交点、島根県道320号珍崎浦郷港線終点）

## 歴史
- 1993年（平成5年）4月1日 島根県告示第409号により認定される。

## 路線状況

### 重複区間
- 島根県道320号珍崎浦郷港線（隠岐郡西ノ島町大字浦郷）

### 道路施設

#### トンネル
- 国賀トンネル：延長88 m、1962年（昭和37年）竣工、隠岐郡西ノ島町大字浦郷

## 地理

### 通過する自治体
- 隠岐郡西ノ島町

### 交差する道路
| 交差する道路                                     | 交差する場所 | 交差する場所 |
| ------------------------------------------------ | ------------ | ------------ |
| 島根県道320号珍崎浦郷港線 重複区間起点           | 大字浦郷     |              |
| 国道485号 島根県道320号珍崎浦郷港線 重複区間終点 | 大字浦郷     | 終点         |

### 沿線
- 国賀海岸
- 西ノ島町役場
- 浦郷港